# Woonhaven
Een woonhaven is een bepaald type haven. Deze havens zijn vooral bestemd voor woonboten en vaak voorzien van voorzieningen als de toevoer van elektriciteit, water en gas naar de woonboten toe. 